# Ahmed El Aash
Ahmed el-Aash (tiếng Ả Rập: أحمد العش) là một cầu thủ bóng đá người Ai Cập. Anh thi đấu ở vị trí Trung vệ cho câu lạc bộ tại Giải bóng đá ngoại hạng Ai Cập Ismaily cũng như U-20 Ai Cập.